# Helio-4 superfluido
Helio-4 superfluido (helio II o He-II) es la forma superfluido del helio-4, el isótopo más común del elemento helio. La sustancia, que se asemeja a otros líquidos como el helio I (helio líquido convencional, no superfluido), fluye sin fricción por cualquier superficie, lo que le permite continuar circulando sobre obstrucciones y a través de poros en los contenedores que lo contienen, sujeto solo a su propia inercia.
La formación del superfluido es una manifestación de la formación de un condensado de Bose-Einstein de átomos de helio. Esta condensación ocurre en el helio-4 líquido a una temperatura mucho más alta (2.17 K) que en el helio-3 (2.5 mK) porque cada átomo de helio-4 es una partícula bosón, en virtud de su espín cero. El helio-3, sin embargo, es una partícula fermión, que puede formar bosones solo al parearse consigo misma a temperaturas mucho más bajas, en un proceso más débil que es similar al pareo de electrones en la superconductividad.

## Historia
Conocido como un aspecto principal en el estudio de la hidrodinámica cuántica y los fenómenos cuánticos macroscópicos, el efecto de superfluidez fue descubierto por Pyotr Kapitsa y John F. Allen, y Don Misener en 1937. Onnes posiblemente observó la transición de fase superfluida el 2 de agosto de 1911, el mismo día que observó la superconductividad en el mercurio. Desde entonces ha sido descrito a través de teorías fenomenológicas y microscópicas.
En la década de 1950, Hall y Vinen realizaron experimentos que establecieron la existencia de líneas de vórtice cuantizado en el helio superfluido. En la década de 1960, Rayfield y Reif establecieron la existencia de anillos de vórtice cuantizados. Packard ha observado la intersección de líneas de vórtice con la superficie libre del fluido,
y Avenel y Varoquaux han estudiado el efecto Josephson en el helio-4 superfluido. En 2006, un grupo en la Universidad de Maryland visualizó vórtices cuantizados utilizando pequeñas partículas trazadoras de hidrógeno sólido.
A principios de la década de 2000, los físicos crearon un condensado fermiónico a partir de pares de átomos fermiónicos ultrafríos. Bajo ciertas condiciones, los pares de fermiones forman molécula diatómicas y experimentan condensación de Bose-Einstein. En el otro límite, los fermiones (más notablemente electrones superconducutores) forman pares de Cooper que también exhiben superfluidez. Este trabajo con gases atómicos ultrafríos ha permitido a los científicos estudiar la región entre estos dos extremos, conocida como el cruce BEC-BCS.
Los supersólidos también podrían haber sido descubiertos en 2004 por físicos de la Universidad Estatal de Pensilvania. Cuando el helio-4 se enfría por debajo de aproximadamente 200 mK bajo altas presiones, una fracción (≈1%) del sólido parece volverse superfluido. Al enfriar rápidamente o alargar el tiempo de recocido, aumentando o disminuyendo la densidad de defectos respectivamente, se mostró, mediante experimento de oscilador torsional, que la fracción supersólida podría variar desde 20% hasta completamente inexistente. Esto sugirió que la naturaleza supersólida del helio-4 no es intrínseca al helio-4 sino una propiedad del helio-4 y el desorden. Algunas teorías emergentes postulan que la señal supersólida observada en el helio-4 fue en realidad una observación de un estado de supervidrio o límites de grano intrínsecamente superfluidos en el cristal de helio-4.

## Aplicaciones
Recientemente en el campo de la química, el helio-4 superfluido se ha utilizado con éxito en técnicas espectroscópicas como un disolvente cuántico. Denominada espectroscopía de gotas de helio superfluido (SHeDS), es de gran interés en estudios de moléculas de gas, ya que una molécula única solvada en un medio superfluido permite que la molécula tenga libertad rotacional efectiva, permitiéndole comportarse de manera similar a como lo haría en la fase «gaseosa». Las gotas de helio superfluido también tienen una temperatura característica de aproximadamente 0.4 K que enfría la(s) molécula(s) solvada(s) a su estado rovibrónico fundamental o casi fundamental.
Los superfluidos también se utilizan en dispositivos de alta precisión como giróscopos, que permiten la medición de algunos efectos gravitacionales teóricamente predichos (por ejemplo, ver Gravity Probe B).
El Satélite Astronómico Infrarrojo IRAS, lanzado en enero de 1983 para recopilar datos infrarrojos, fue enfriado por 73 kilogramos de helio superfluido, manteniendo una temperatura de 1,6 Kelvin (−271,6 °C). Cuando se usa en conjunto con helio-3, temperaturas tan bajas como 40 mK se logran rutinariamente en experimentos de temperatura extremadamente baja. El helio-3, en estado líquido a 3.2 K, puede evaporarse en el helio-4 superfluido, donde actúa como un gas debido a las propiedades de este último como condensado de Bose-Einstein. Esta evaporación extrae energía del sistema general, que puede bombearse de una manera completamente análoga a las técnicas de refrigeración normales. 
La tecnología de helio superfluido se usa para extender el rango de temperatura de crioenfriadores a temperaturas más bajas. Hasta ahora, el límite es 1.19 K, pero hay potencial para alcanzar 0.7 K.

## Propiedades
Los superfluidos, como el helio-4 por debajo del punto lambda (conocido, por simplicidad, como helio II), exhiben muchas propiedades inusuales. Un superfluido actúa como si fuera una mezcla de un componente normal, con todas las propiedades de un fluido normal, y un componente superfluido. El componente superfluido tiene viscosidad cero y entropía cero. La aplicación de calor a un punto en el helio superfluido resulta en un flujo del componente normal que se encarga del transporte de calor a una velocidad relativamente alta (hasta 20 cm/s) lo que lleva a una conductividad térmica efectiva muy alta.

### Flujo de película
Muchos líquidos ordinarios, como el alcohol o el petróleo, trepan por paredes sólidas, impulsados por su tensión superficial. El helio líquido también tiene esta propiedad, pero, en el caso de He-II, el flujo del líquido en la capa no está restringido por su viscosidad sino por una velocidad crítica que es de aproximadamente 20 cm/s. Esta es una velocidad bastante alta, por lo que el helio superfluido puede fluir relativamente fácilmente por la pared de los contenedores, por arriba, y hacia abajo al mismo nivel que la superficie del líquido dentro del contenedor, en un efecto sifón. Sin embargo, se observó que el flujo a través de membranas nanoporosas se restringe si el diámetro del poro es menor de 0.7 nm (es decir, aproximadamente tres veces el diámetro clásico del átomo de helio), sugiriendo que las propiedades hidrodinámicas inusuales de He surgen a una escala mayor que en el helio líquido clásico.

### Rotación
Otra propiedad fundamental se hace visible si un superfluido se coloca en un contenedor rotatorio. En lugar de rotar uniformemente con el contenedor, el estado rotatorio consiste en vórtices cuantizados. Es decir, cuando el contenedor se rota a velocidades por debajo de la primera velocidad angular crítica, el líquido permanece perfectamente estacionario. Una vez que se alcanza la primera velocidad angular crítica, el superfluido formará un vórtice. La fuerza del vórtice está cuantizada, es decir, un superfluido solo puede girar en ciertos valores «permitidos». La rotación en un fluido normal, como el agua, no está cuantizada. Si la velocidad de rotación se aumenta, se formarán más vórtices cuantizados que se arreglarán en patrones bonitos similares a la red de Abrikosov en un superconductor.

### Comparación con helio-3
Aunque las fenomenologías de los estados superfluidos del helio-4 y el helio-3 son muy similares, los detalles microscópicos de las transiciones son muy diferentes. Los átomos de helio-4 son bosones, y su superfluidez puede entenderse en términos de las estadísticas de Bose-Einstein que obedecen. Específicamente, la superfluidez del helio-4 puede considerarse como una consecuencia de la condensación de Bose-Einstein en un sistema interactuante. Por otro lado, los átomos de helio-3 son fermiones, y la transición superfluida en este sistema se describe por una generalización de la teoría BCS de la superconductividad. En ella, el pareo de Cooper tiene lugar entre átomos en lugar de electrónes, y la interacción atractiva entre ellos es mediada por fluctuaciones de espín en lugar de fonónes. (Ver condensado fermiónico.) Una descripción unificada de la superconductividad y la superfluidez es posible en términos de rotura de simetría gauge.

## Teoría macroscópica

### Termodinámica

Fig. 1. Diagrama de fases de ^{4}He. En este diagrama también se da la línea λ.

Fig. 2. Capacidad calorífica del líquido ^{4}He a presión de vapor saturado como función de la temperatura. El pico en T=2.17 K marca una transición de fase (de segundo orden).

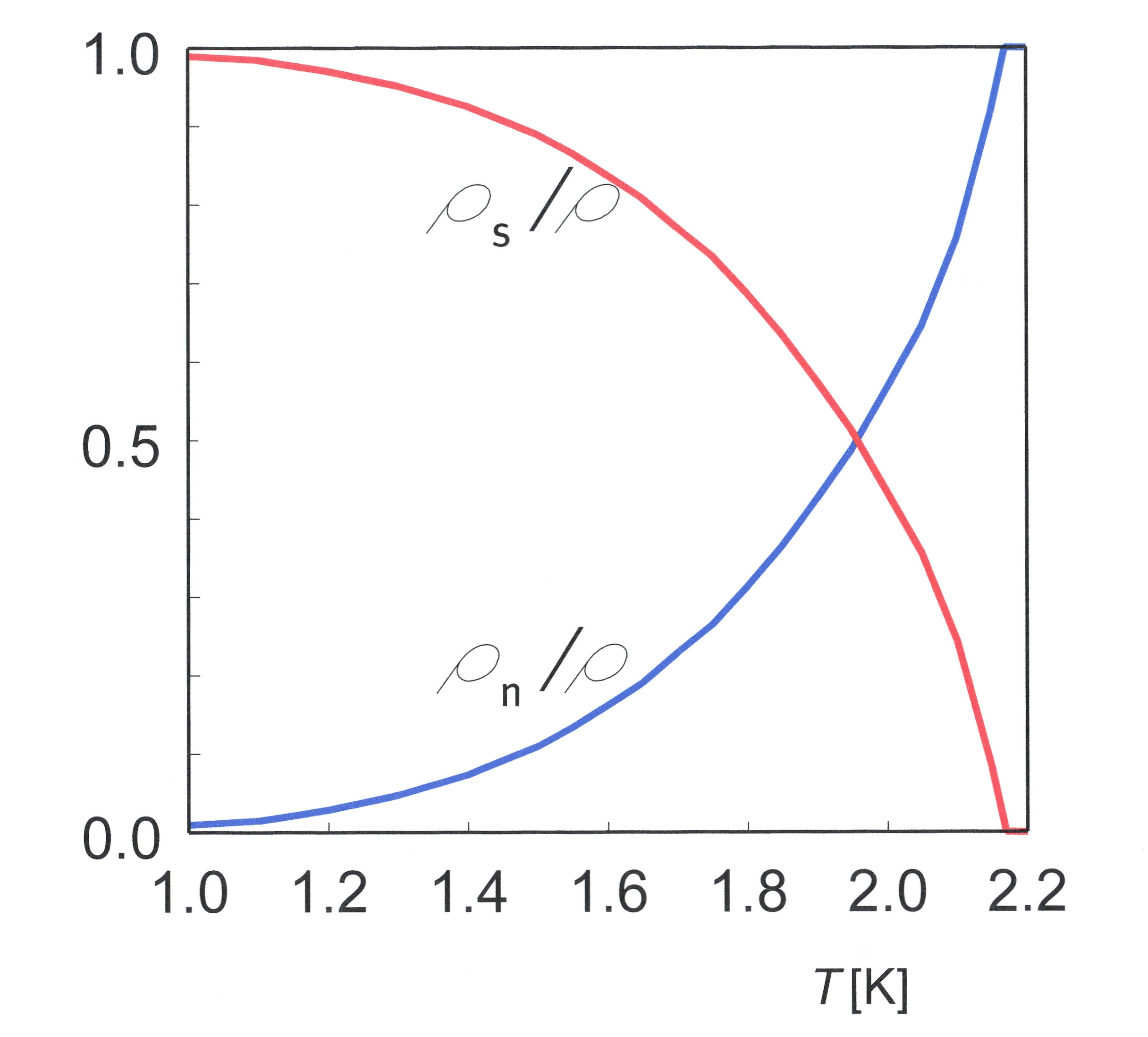
Fig. 3. Dependencia de la temperatura de los componentes superfluido y normal relativos ρ_{n}/ρ y ρ_{s}/ρ como funciones de T.

La figura 1 es el diagrama de fases de 4He. Es un diagrama presión-temperatura (p-T) que indica las regiones sólida y líquida separadas por la curva de fusión (entre el estado líquido y sólido) y la región líquida y gaseosa, separadas por la línea de presión de vapor. Esta última termina en el punto crítico donde la diferencia entre gas y líquido desaparece. El diagrama muestra la propiedad notable de que 4He es líquido incluso en el cero absoluto. 4He es sólido solo a presiones por encima de 25 bar.
La figura 1 también muestra la línea λ. Esta es la línea que separa dos regiones fluidas en el diagrama de fases indicadas por He-I y He-II. En la región He-I el helio se comporta como un fluido normal; en la región He-II el helio es superfluido.
El nombre línea lambda proviene del gráfico de calor específico – temperatura que tiene la forma de la letra griega λ. Ver la figura 2, que muestra un pico en 2.172 K, el llamado punto λ de 4He.
Por debajo de la línea lambda el líquido puede describirse por el llamado modelo de dos fluidos. Se comporta como si consistiera en dos componentes: un componente normal, que se comporta como un fluido normal, y un componente superfluido con viscosidad cero y entropía cero. Las proporciones de las densidades respectivas ρn/ρ y ρs/ρ, con ρn (ρs) la densidad del componente normal (superfluido), y ρ (la densidad total), dependen de la temperatura y se representan en la figura 3. Al bajar la temperatura, la fracción de la densidad superfluida aumenta de cero en Tλ a uno en cero kelvins. Por debajo de 1 K el helio es casi completamente superfluido.
Es posible crear ondas de densidad del componente normal (y por lo tanto del componente superfluido ya que ρn + ρs = constante) que son similares a ondas de sonido ordinarias. Este efecto se llama segundo sonido. Debido a la dependencia de la temperatura de ρn (figura 3) estas ondas en ρn también son ondas de temperatura.

Fig. 4. El helio II «trepará» a lo largo de superficies para encontrar su propio nivel – después de un corto tiempo, los niveles en los dos contenedores se igualarán. La película de Rollin también cubre el interior del contenedor más grande; si no estuviera sellado, el helio II treparía hacia fuera y escaparía.

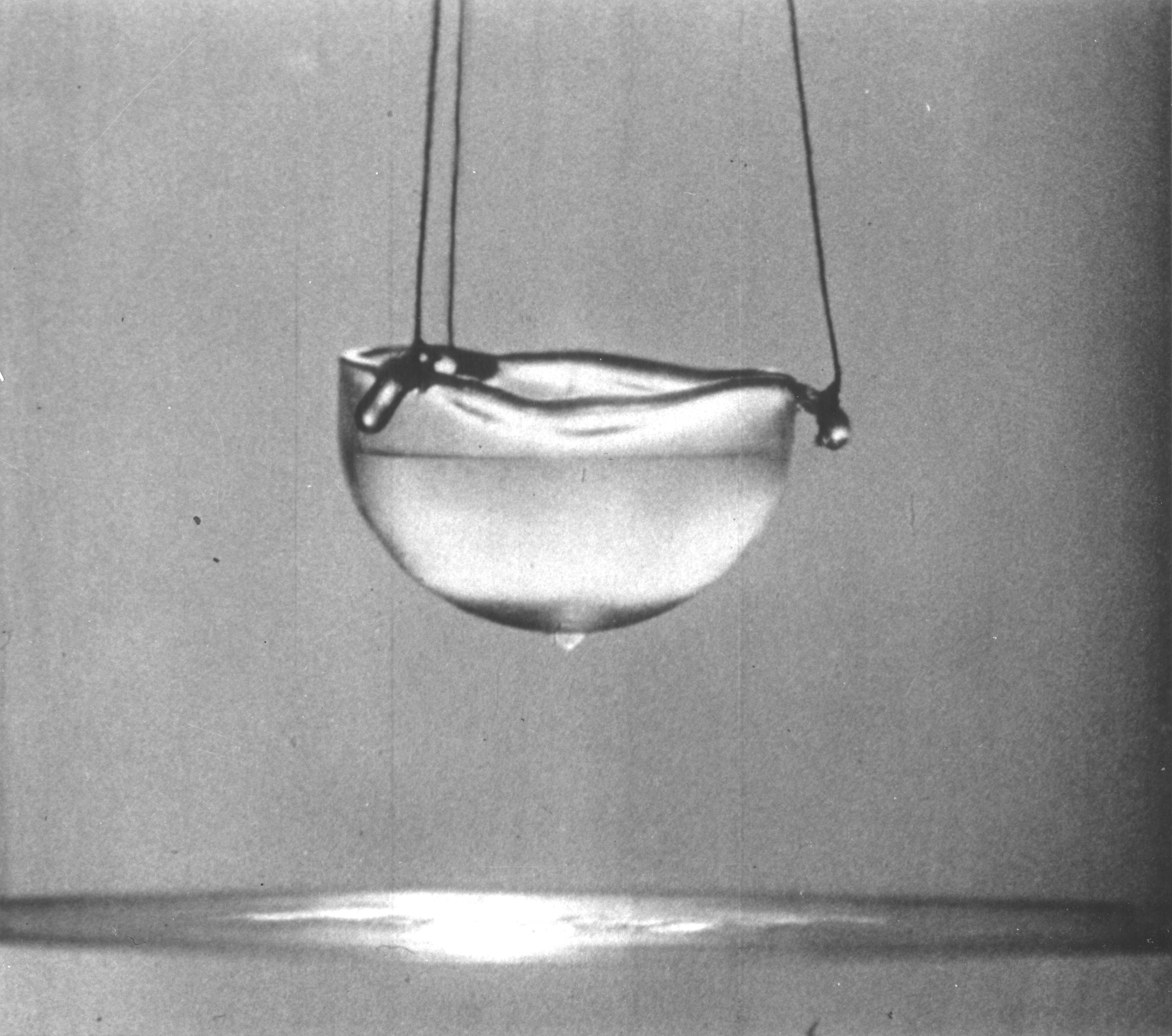
Fig. 5. El helio líquido está en la fase superfluida. Mientras permanezca superfluido, trepa por la pared de la taza como una película delgada. Baja por el exterior, formando una gota que caerá en el líquido de abajo. Se formará otra gota – y así sucesivamente – hasta que la taza esté vacía.

### Hidrodinámica superfluida
La ecuación de movimiento para el componente superfluido, en una forma algo simplificada, se da por la ley de Newton
{\displaystyle {\vec {F}}=M_{4}{\frac {\mathrm {d} {\vec {v}}_{s}}{\mathrm {d} t}}.}
La masa {\textstyle M_{4}} es la masa molar de 4He, y {\textstyle {\vec {v}}_{s}} es la velocidad del componente superfluido. El derivado temporal es el llamado derivado hidrodinámico, es decir, la tasa de aumento de la velocidad cuando se mueve con el fluido. En el caso de 4He superfluido en el campo gravitacional, la fuerza se da por
{\displaystyle {\vec {F}}=-{\vec {\nabla }}(\mu +M_{4}gz).}
En esta expresión {\textstyle \mu } es el potencial químico molar, {\textstyle g} la aceleración gravitacional, y {\textstyle z} la coordenada vertical. Así, obtenemos la ecuación que establece que la termodinámica de una cierta constante será ampliada por la fuerza de la aceleración gravitacional natural
{\displaystyle M_{4}{\frac {\mathrm {d} {\vec {v}}_{s}}{\mathrm {d} t}}=-{\vec {\nabla }}(\mu +M_{4}gz).} (1)

La Ec. (1) solo se mantiene si {\textstyle v_{s}} está por debajo de un cierto valor crítico, que usualmente está determinado por el diámetro del canal de flujo.
En mecánica clásica, la fuerza es a menudo el gradiente de una energía potencial. La Ec. (1) muestra que, en el caso del componente superfluido, la fuerza contiene un término debido al gradiente del potencial químico. Esta es el origen de las propiedades notables de He-II como el efecto fuente.

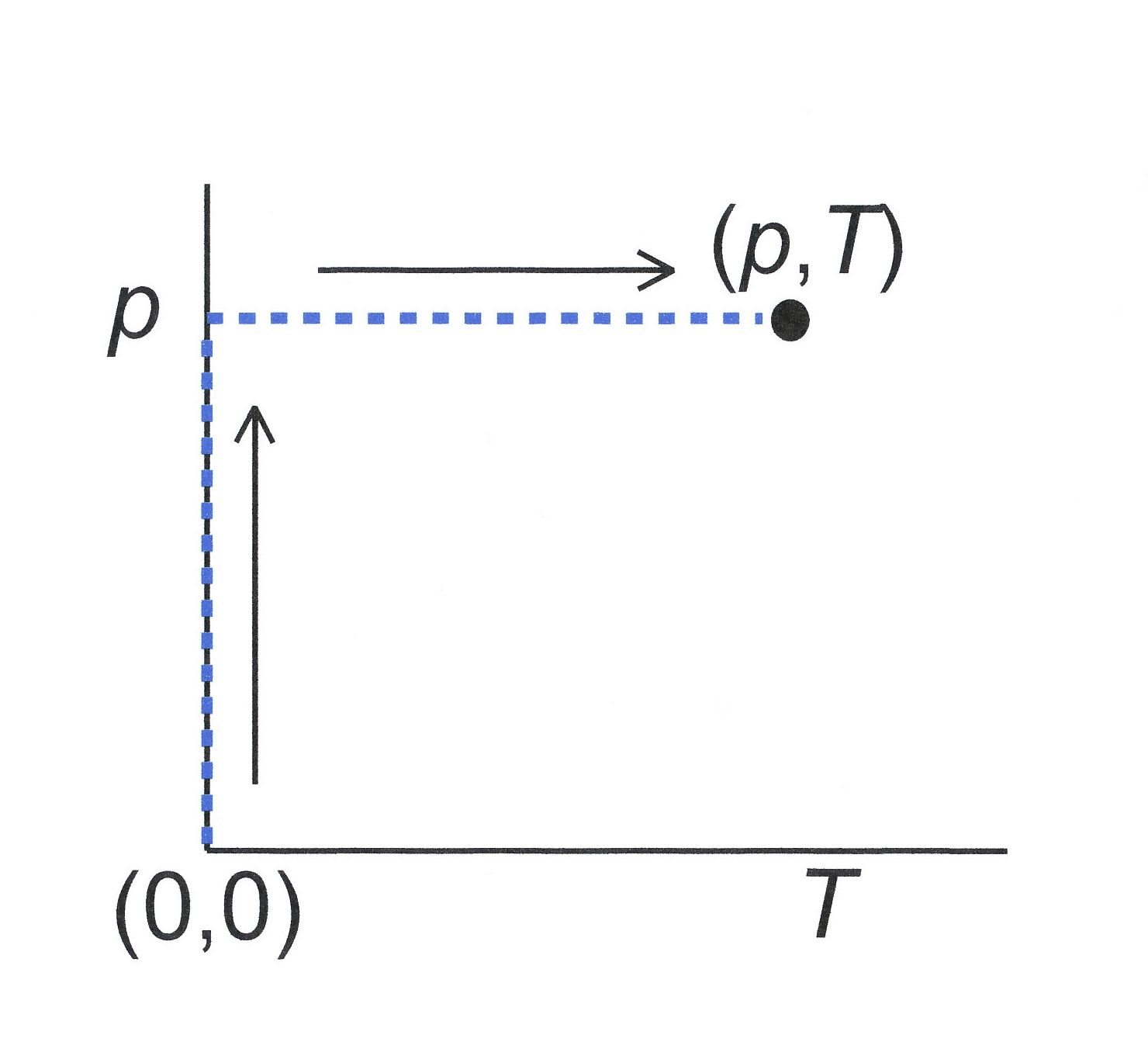
Fig. 6. Camino de integración para calcular en y arbitrarios.

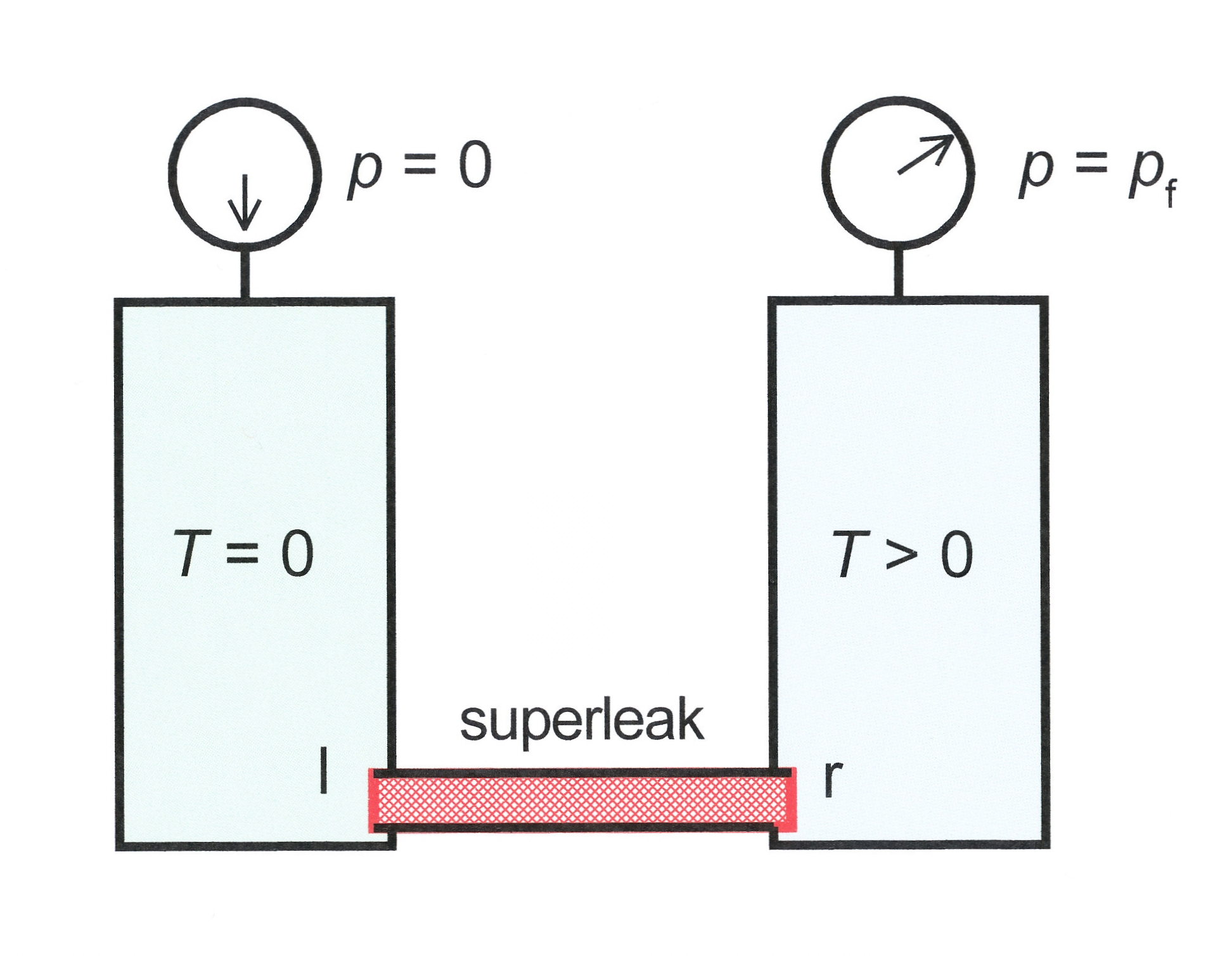
Fig. 7. Demostración de la presión fuente. Los dos vasos están conectados por un superfiltrado a través del cual solo el componente superfluido puede pasar.

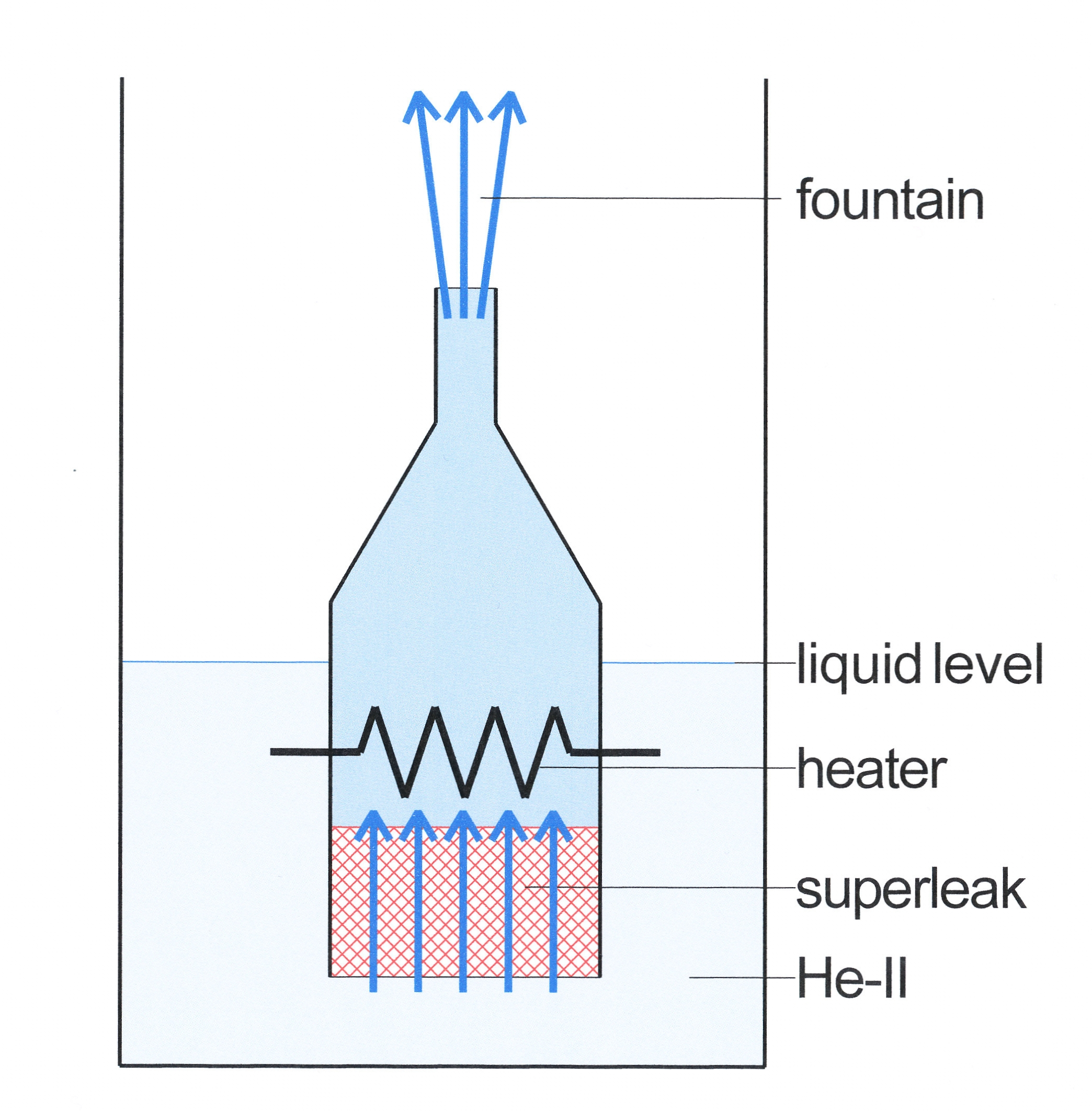
Fig. 8. Demostración del efecto fuente. Un tubo capilar está «cerrado» en un extremo por un superfiltrado y se coloca en un baño de helio superfluido y luego se calienta. El helio fluye hacia arriba a través del tubo y sale como una fuente.

### Presión fuente
Para reescribir la Ec.(1) en una forma más familiar usamos la fórmula general
{\displaystyle \mathrm {d} \mu =V_{m}\mathrm {d} p-S_{m}\mathrm {d} T.}
Aquí {\textstyle S_{m}} es la entropía molar y {\textstyle V_{m}} el volumen molar. Con la Ec.(2) {\textstyle \mu (p,T)} puede encontrarse por una integración de línea en el plano {\textstyle p}–{\textstyle T}. Primero, integramos desde el origen {\textstyle (0,0)} a {\textstyle (p,0)}, así en {\textstyle T=0}. Luego, integramos desde {\textstyle (p,0)} a {\textstyle (p,T)}, así con presión constante (ver figura 6). En la primera integral {\textstyle \mathrm {d} T=0} y en la segunda {\textstyle \mathrm {d} p=0}. Con la Ec.(2) obtenemos
{\displaystyle \mathrm {d} \mu =V_{m}\mathrm {d} p-S_{m}\mathrm {d} T.} (2)
Estamos interesados solo en casos donde {\textstyle p} es pequeño para que {\textstyle V_{m}} sea prácticamente constante. Así
{\displaystyle >\mu (p,T)=\mu (0,0)+\int _{0}^{p}V_{m}(p^{\prime },0)\mathrm {d} p^{\prime }-\int _{0}^{T}S_{m}(p,T^{\prime })\mathrm {d} T^{\prime }.} (3)
donde {\textstyle V_{m0}} es el volumen molar del líquido en {\textstyle T=0} y {\textstyle p=0}. El otro término en la Ec.(3) también se escribe como un producto de {\textstyle V_{m0}} y una cantidad {\displaystyle p_{f}} que tiene la dimensión de presión
{\displaystyle \int _{0}^{p}V_{m}(p^{\prime },0)\mathrm {d} p^{\prime }=V_{m0}p} (4)
La presión {\textstyle p_{f}} se llama presión fuente. Puede calcularse a partir de la entropía de 4He que, a su vez, puede calcularse a partir de la capacidad calorífica. Para {\textstyle T=T_{\lambda }} la presión fuente es igual a 0.692 bar. Con una densidad de helio líquido de 125 kg/m3 y g = 9.8 m/s2 esto corresponde con una columna de helio líquido de 56 metros de altura. Así, en muchos experimentos, la presión fuente tiene un efecto mayor en el movimiento del helio superfluido que la gravedad.
Con las Ecs.(4) y (5), la Ec.(3) obtiene la forma
{\displaystyle \mu (p,T)=\mu _{0}+V_{m0}(p-p_{f}).} (6)
La sustitución de la Ec.(6) en (1) da
{\displaystyle \rho _{0}{\frac {\mathrm {d} {\vec {v}}_{s}}{\mathrm {d} t}}=-{\vec {\nabla }}(p+\rho _{0}gz-p_{f}).} (7)
con {\textstyle \rho _{0}=M_{4}/V_{m0}} la densidad de líquido 4He a presión y temperatura cero.
La Ec.(7) muestra que el componente superfluido es acelerado por gradientes en la presión y en el campo gravitacional, como de costumbre, pero también por un gradiente en la presión fuente.
Hasta ahora la Ec.(5) tiene solo significado matemático, pero en arreglos experimentales especiales {\textstyle p_{f}} puede aparecer como una presión real. La figura 7 muestra dos vasos ambos conteniendo He-II. El vaso izquierdo se supone que está a cero kelvins ({\textstyle T_{l}=0}) y presión cero ({\textstyle p_{l}=0}). Los vasos están conectados por un llamado superfiltrado. Este es un tubo, llenado con un polvo muy fino, por lo que el flujo del componente normal está bloqueado. Sin embargo, el componente superfluido puede fluir a través de este superfiltrado sin problema (por debajo de una velocidad crítica de aproximadamente 20 cm/s). En el estado estacionario {\textstyle v_{s}=0} así que la Ec.(7) implica
{\displaystyle p_{l}+\rho _{0}gz_{l}-p_{fl}=p_{r}+\rho _{0}gz_{r}-p_{fr}} (8)
donde los índices {\textstyle l} y {\textstyle r} se aplican al lado izquierdo y derecho del superfiltrado respectivamente. En este caso particular {\textstyle p_{l}=0}, {\textstyle z_{l}=z_{r}}, y {\textstyle p_{fl}=0} (ya que {\textstyle T_{l}=0}). Consecuentemente,
{\displaystyle 0=p_{r}-p_{fr}.}
Esto significa que la presión en el vaso derecho es igual a la presión fuente en {\textstyle T_{r}}.
En un experimento, arreglado como en la figura 8, se puede crear una fuente. El efecto fuente se usa para impulsar la circulación de 3He en refrigeradores de dilución.

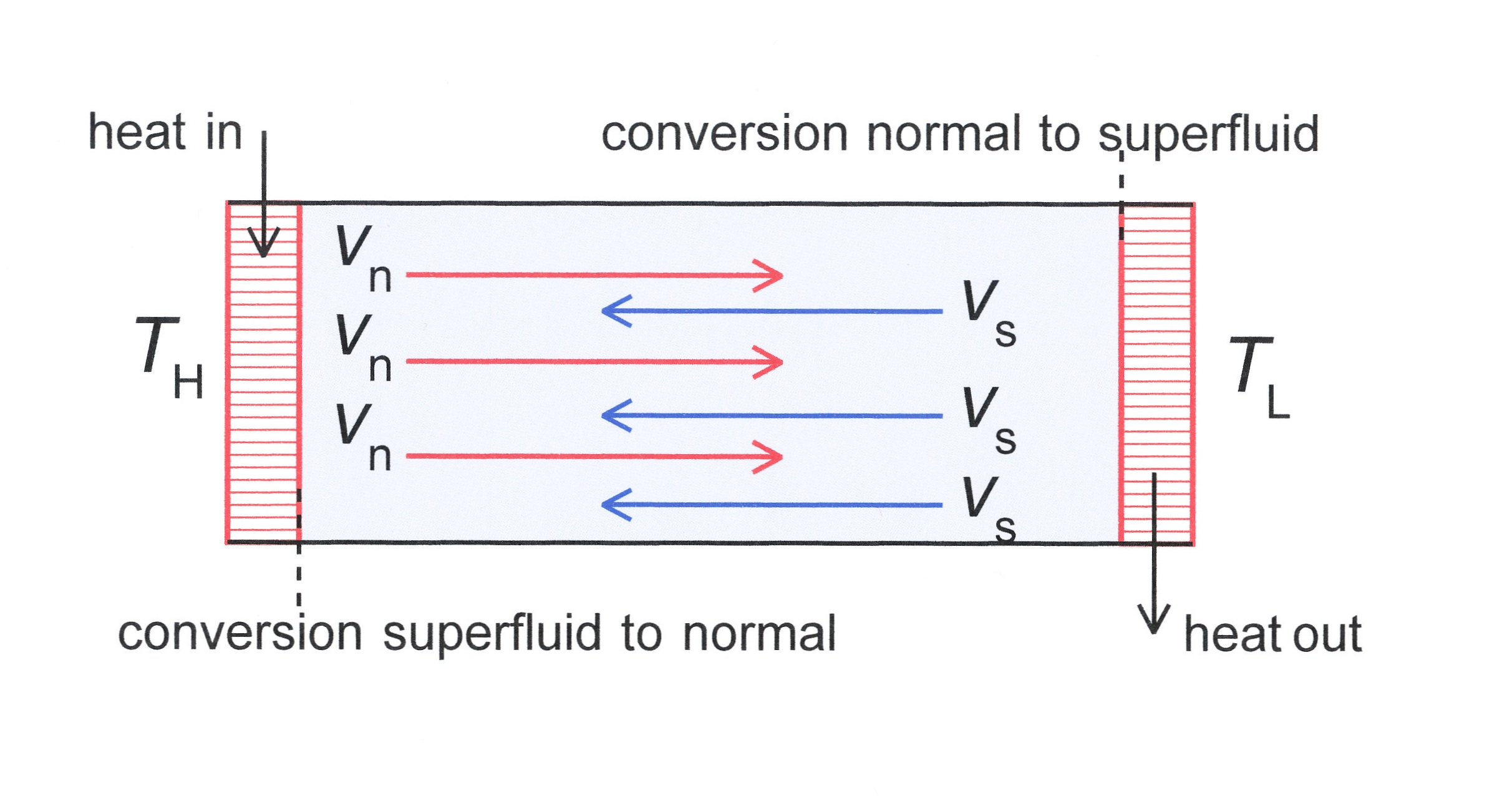
Fig. 9. Transporte de calor por un contracorriente de los componentes normal y superfluido de He-II

### Transporte de calor
La figura 9 representa un experimento de conducción de calor entre dos temperaturas {\textstyle T_{H}} y {\textstyle T_{L}} conectadas por un tubo lleno de He-II. Cuando se aplica calor al extremo caliente, se acumula presión en el extremo caliente según la Ec.(7). Esta presión impulsa el componente normal desde el extremo caliente al frío según
{\displaystyle \Delta p=-\eta _{n}Z{\dot {V}}_{n}.} (9)
Aquí {\textstyle \eta _{n}} es la viscosidad del componente normal, {\textstyle Z} algún factor geométrico, y {\textstyle {\dot {V}}_{n}} el flujo de volumen. El flujo normal se equilibra por un flujo del componente superfluido desde el frío al caliente. En las secciones finales tiene lugar una conversión normal a superfluido y viceversa. Así, el calor se transporta, no por conducción de calor, sino por convección. Este tipo de transporte de calor es muy efectivo, por lo que la conductividad térmica de He-II es mucho mejor que la de los mejores materiales. La situación es comparable con tubos de calor donde el calor se transporta vía conversión gas-líquido. La alta conductividad térmica de He-II se aplica para estabilizar imanes superconducidores como en el Gran Colisionador de Hadrones en el CERN.

## Teoría microscópica

### Enfoque de dos fluidos de Landau
La teoría fenomenológica y semi-microscópica de L. D. Landau de la superfluidez del helio-4 le valió el Premio Nobel de física en 1962. Asumiendo que las ondas de sonido son las excitaciones más importantes en el helio-4 a bajas temperaturas, mostró que el helio-4 fluyendo por una pared no crearía espontáneamente excitaciones si la velocidad de flujo era menor que la velocidad del sonido. En este modelo, la velocidad del sonido es la «velocidad crítica» por encima de la cual la superfluidez se destruye. (El helio-4 en realidad tiene una velocidad de flujo menor que la velocidad del sonido, pero este modelo es útil para ilustrar el concepto.) Landau también mostró que la onda de sonido y otras excitaciones podrían equilibrarse entre sí y fluir por separado del resto del helio-4, que se conoce como el «condensado».
A partir del momento y la velocidad de flujo de las excitaciones, pudo definir una densidad de «fluido normal», que es cero a temperatura cero y aumenta con la temperatura. En la llamada temperatura Lambda, donde la densidad del fluido normal iguala la densidad total, el helio-4 ya no es superfluido.
Para explicar los datos tempranos de calor específico en helio-4 superfluido, Landau postuló la existencia de un tipo de excitación que llamó «roton», pero a medida que se disponían de mejores datos, consideró que el «roton» era la misma versión de alto momento de sonido.
La teoría de Landau no elabora sobre la estructura microscópica del componente superfluido del helio líquido. Los primeros intentos de crear una teoría microscópica del componente superfluido en sí fueron hechos por London y posteriormente, Tisza.
Se han propuesto otros modelos microscópicos por diferentes autores. Su objetivo principal es derivar la forma del potencial interpartícula entre átomos de helio-4 en estado superfluido a partir de principios fundamentales de la mecánica cuántica.
Hasta la fecha, se han propuesto varios modelos de este tipo, incluyendo: modelos con anillos de vórtice, modelos de esferas duras y teorías de clúster gaussianas.

### Modelo de anillo de vórtice
Landau pensó que la vorticidad entraba en el helio-4 superfluido por láminas de vórtice, pero tales láminas han demostrado ser inestables desde entonces.
Lars Onsager y, posteriormente de manera independiente, Feynman mostraron que la vorticidad entra por líneas de vórtice cuantizadas. También desarrollaron la idea de vórtice cuántico anillos.
Arie Bijl en la década de 1940,
y Richard Feynman alrededor de 1955, desarrollaron teorías microscópicas para el roton, que fue observado poco después con experimentos de neutrones inelásticos por Palevsky. Más tarde, Feynman admitió que su modelo da solo acuerdo cualitativo con el experimento.

### Modelos de esferas duras
Los modelos se basan en la forma simplificada del potencial interpartícula entre átomos de helio-4 en la fase superfluida. Es decir, el potencial se asume que es del tipo de esferas duras.
En estos modelos, el famoso espectro de excitaciones de Landau (roton) se reproduce cualitativamente.

### Enfoque de clúster gaussiano
Este es un enfoque de dos escalas que describe el componente superfluido del helio-4 líquido. Consiste en dos modelos anidados vinculados a través del espacio paramétrico. La parte de longitud de onda corta describe la estructura interior del elemento fluido utilizando un enfoque no perturbativo basado en la ecuación de Schrödinger logarítmica; sugiere el comportamiento gaussiano del densidad interior del elemento y el potencial de interacción interpartícula. La parte de longitud de onda larga es la teoría cuántica de muchos cuerpos de tales elementos que trata de su dinámica e interacciones. El enfoque proporciona una descripción unificada de las excitaciones de fonón, maxon y roton, y tiene un acuerdo notable con el experimento: con un parámetro esencial para ajustar se reproduce con alta precisión el espectro roton de Landau, la velocidad del sonido y el factor de estructura del helio-4 superfluido. Este modelo utiliza la teoría general de líquidos Bose cuánticos con no linealidades logarítmicas que se basa en introducir una contribución de tipo disipativo a la energía relacionada con la función de entropía cuántica Everett–Hirschman.

## Lectura adicional
- Antony M. Guénault: Basic superfluids. Taylor & Francis, London 2003, ISBN 0-7484-0891-6
- D.R. Tilley and J. Tilley, Superfluidity and Superconductivity, (IOP Publishing Ltd., Bristol, 1990)
- Department of Energy Office of Science: Superfluidity
- Hagen Kleinert, Gauge Fields in Condensed Matter, Vol. I, "SUPERFLOW AND VORTEX LINES", pp. 1–742, World Scientific (Singapore, 1989); Paperback ISBN 9971-5-0210-0 (también disponible en línea  (enlace roto disponible en este archivo).)
- James F. Annett: Superconductivity, superfluids, and condensates. Oxford Univ. Press, Oxford 2005, ISBN 978-0-19-850756-7
- Leggett, A. (1999). «Superfluidity» [Superfluidez]. Reviews of Modern Physics 71 (2): S318-S323. Bibcode:1999RvMPS..71..318L. doi:10.1103/RevModPhys.71.S318.
- London, F. Superfluids (Wiley, New York, 1950)
- Philippe Lebrun & Laurent Tavian: The technology of superfluid helium